# Anciennes gares ferroviaires de Draguignan
 (septembre 2017).
Si vous disposez d'ouvrages ou d'articles de référence ou si vous connaissez des sites web de qualité traitant du thème abordé ici, merci de compléter l'article en donnant les références utiles à sa vérifiabilité et en les liant à la section « Notes et références ».
Pour les articles homonymes, voir Gare des Arcs - Draguignan.
Les anciennes gares ferroviaires de Draguignan sont un ensemble de bâtiments voisins, situés au centre de Draguignan. Ces deux gares étaient autrefois desservies par deux lignes ferroviaires distinctes, la ligne des Arcs à Draguignan pour l'une, dont elle était le terminus, la ligne Central-Var pour l'autre, sans interconnexion en raison des différences d'écartement. Seule l'une d'elles conserve actuellement une fonction de transport, puisqu'elle est devenue une gare routière, et qu'elle héberge un bureau de vente de titres de transport de la SNCF. On peut y prendre un autocar desservant la gare ferroviaire la plus proche, celle des Arcs - Draguignan.

## Histoire des chemins de fer à Draguignan

### La gare du PLM

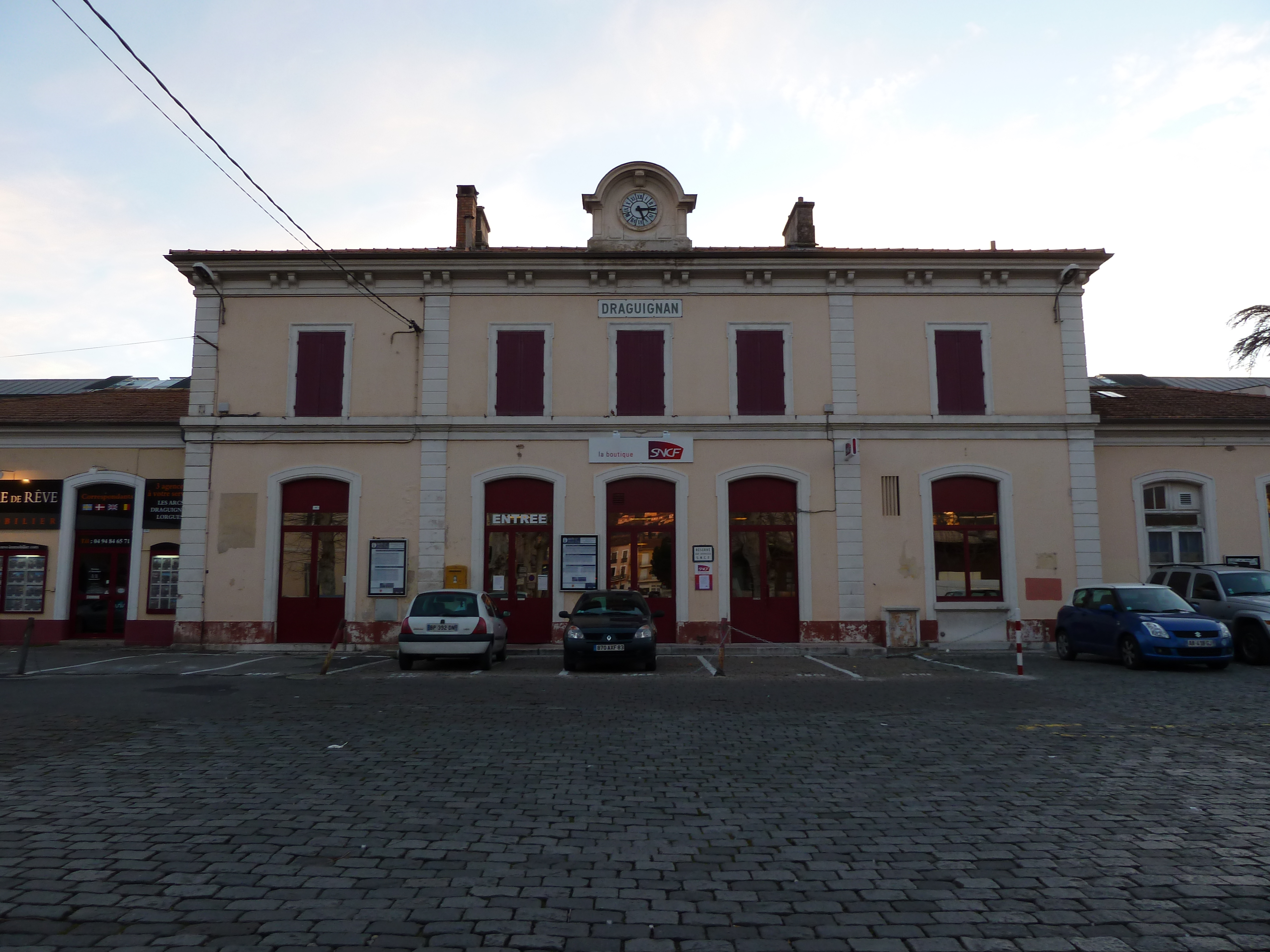
Gare du PLM.

La ligne des Arcs à Draguignan forme un embranchement à partir de la ligne de Marseille-Saint-Charles à Vintimille (frontière) déclarée d'utilité publique en 1859, dans le contexte de l'annexion de la Savoie et du comté de Nice à la France. La gare des Arcs en est l'origine et celle de Draguignan le terminus. La gare la plus proche du terminus est celle de Trans-en-Provence, aujourd'hui désaffectée.
La ligne est inaugurée le 18 octobre 1864. Elle est exploitée par le PLM jusqu'à la création de la SNCF.
En 1981, la gare de Draguignan est fermée au trafic ferroviaire et devient un simple point de vente. La voie ferrée est ensuite déposée entre Draguignan et la gare de La Motte-Sainte-Roseline.
Une gare routière est construite à l'emplacement des voies, adossée au bâtiment voyageurs. C'est toujours sur le quai longeant la gare que les voyageurs attendent mais ce sont désormais des autobus et autocars qui viennent s'arrêter sur les emplacements des anciens rails.
Outre le bâtiment voyageurs, il ne subsiste des anciennes installations ferroviaires qu'une partie du quai et que l'emplacement semi-circulaire de la plaque tournante qui, en bout de ligne, permettait de faire faire demi-tour aux locomotives.
Les emprises de la ligne des Arcs à Draguignan sont occupées, dans la commune de Draguignan et dans celle de Trans-en-Provence voisine, par des voies publiques, dont une piste cyclable essentiellement en site propre.

### La gare des Chemins de fer de Provence

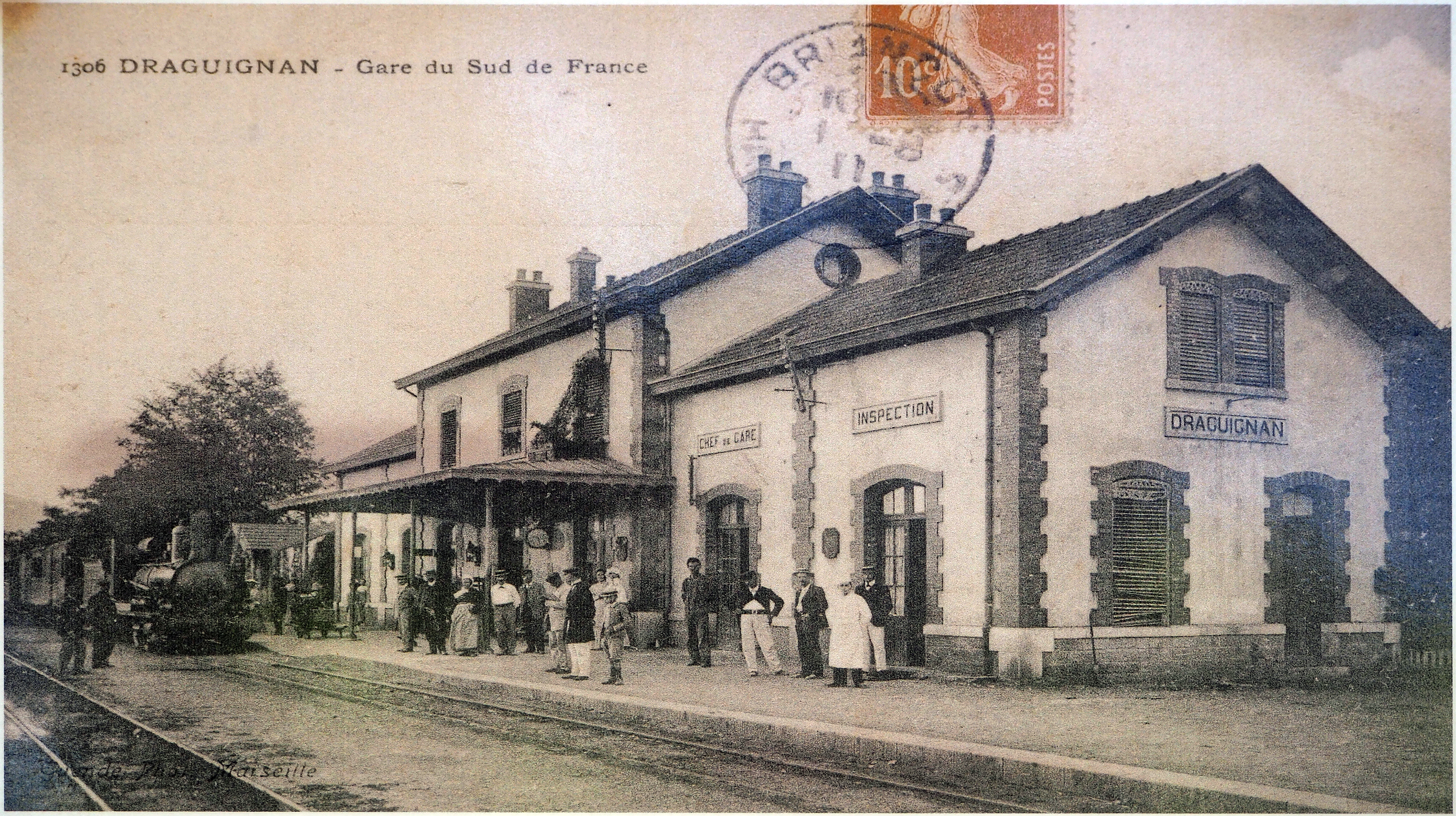
Gare des Chemins de fer de Provence.

À partir de 1888 avec la création du Central-Var, Draguignan fut le centre technique de cette ligne à écartement métrique de 211 kilomètres reliant Nice (Gare du Sud) à Meyrargues dans les Bouches-du-Rhône.
La gare de Draguignan fut inaugurée le 25 avril 1890 par le président Sadi Carnot.
Surnommée Train des Pignes, cette ligne à voie métrique, au profil difficile et à la faible vitesse commerciale, ne put résister à la concurrence de la route et le dernier train entra en gare de Draguignan le 2 janvier 1950.
Le bâtiment voyageurs est aujourd'hui reconverti en école et en locaux associatifs ; les annexes techniques ont disparu. Dans Draguignan, les emprises de la ligne ferroviaire ont été en grande partie converties en rues et routes.
La place située à l'extrémité Est de l'ancienne gare a été baptisée Place du Train des Pignes, pour commémorer le souvenir de ce moyen de transport autrefois important pour la population dracénoise et les villages environnants.

## Desserte ferroviaire actuelle de la ville
La ville de Draguignan, qui avait perdu quelques années plus tôt son statut de préfecture au profit de Toulon, perd en 1981 sa gare ferroviaire. La ville n'est plus desservie par le rail désormais, et la gare la plus proche est celle des Arcs - Draguignan.
Compte tenu du temps de trajet en autocar depuis Draguignan, mais non du temps de la rupture de charge entre l'autocar et le train aux Arcs, la ville est ainsi aujourd'hui, pour les meilleurs trains (dont certains directs), à environ :
- 8 heures 10 de Bordeaux,
- 5 heures de Paris,
- 3 heures 40 de Lyon,
- 1 heure 50 de Marseille,
- 1 heure 35 de Nice.

## État des anciennes installations ferroviaires
Outre les bâtiments des deux gares, il subsiste encore aujourd’hui quelques bordures de quais, et l'emplacement de la plaque tournante à l'extrémité de la ligne PLM / SNCF, soutenu par un imposant mur de maçonnerie en arc de cercle. Les anciennes emprises ferroviaires sont désormais occupées par des immeubles d'habitation, des voies publiques, des espaces de stationnement, des espaces verts, la cour de récréation d'une école maternelle et primaire…

## Galerie

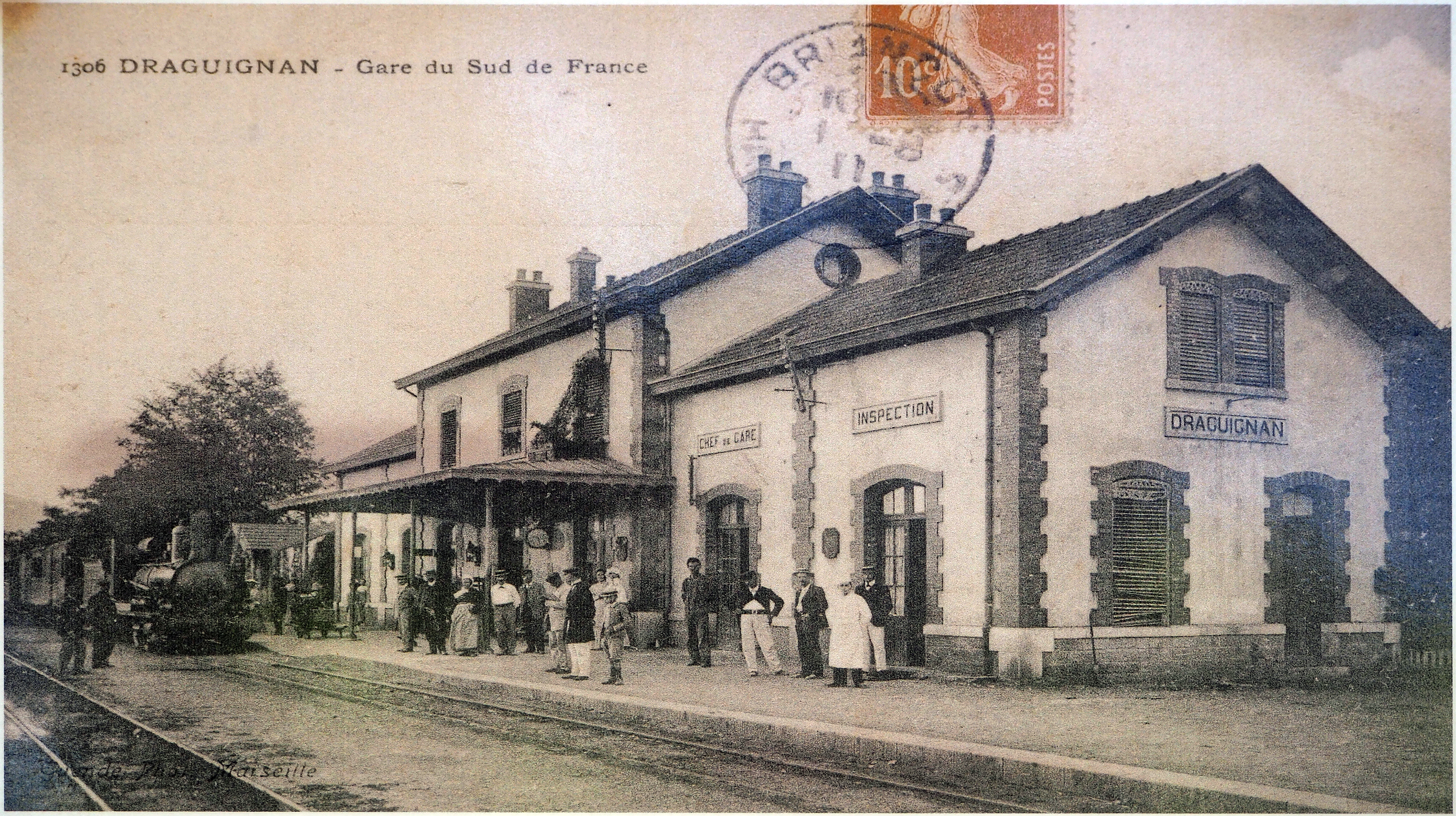
Ancienne gare des Chemins de fer de Provence début XXe siècle (avant 1914), côté voies.
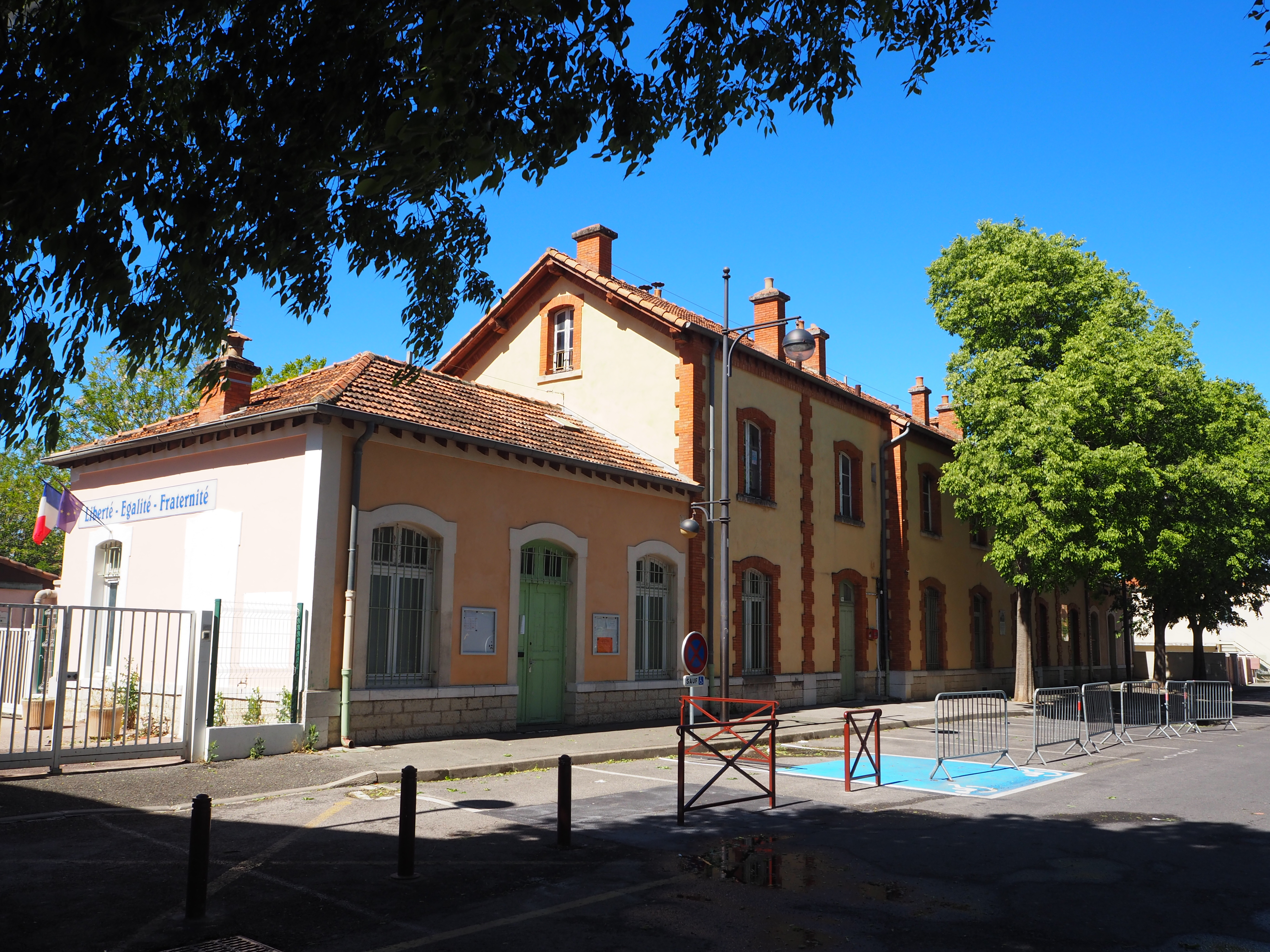
Ancienne gare des Chemins de fer de Provence, côté cour, état actuel. Le bâtiment a peu changé.
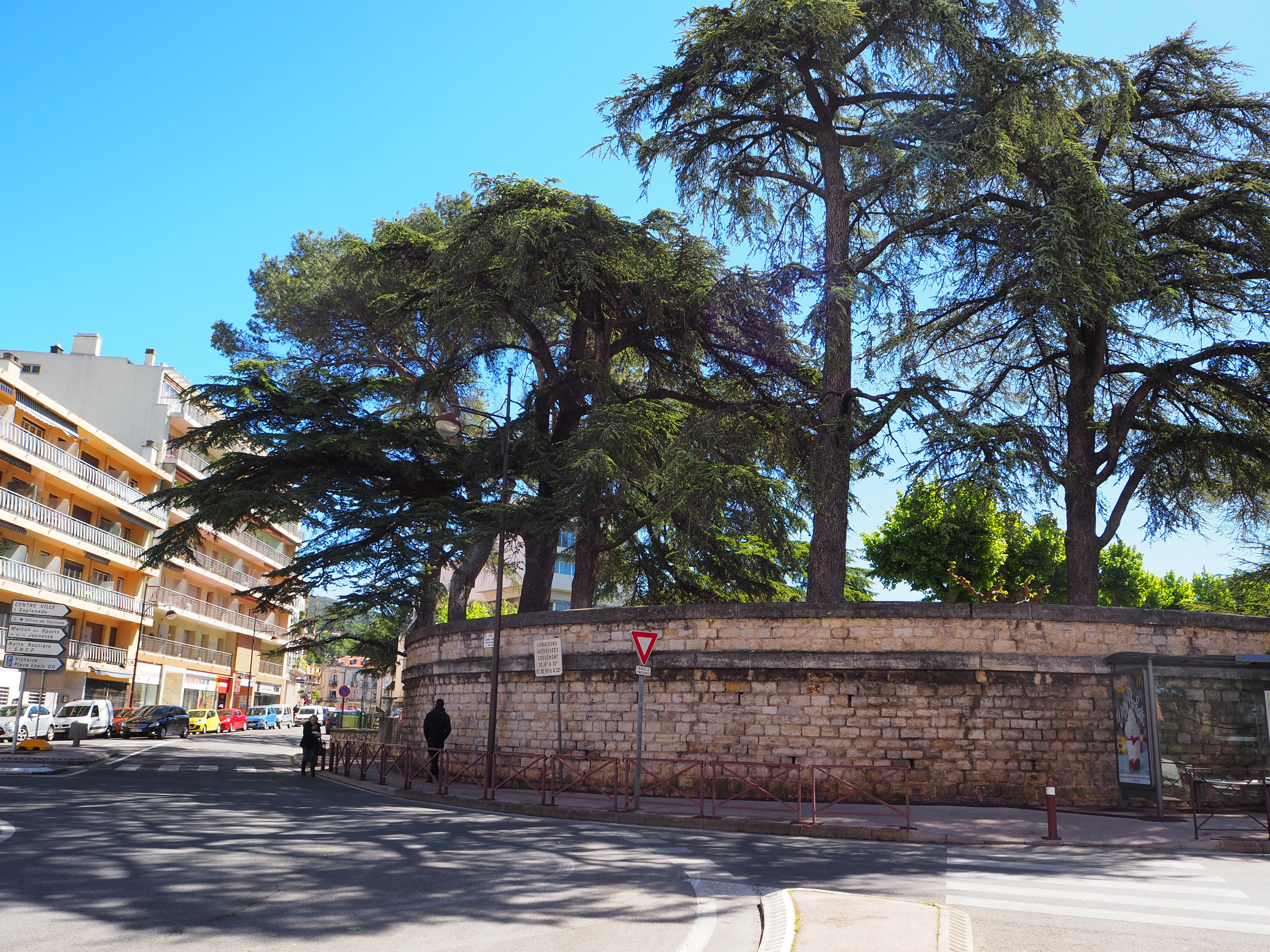
Extrémité de l'ancienne ligne des Arcs à Draguignan (le mur en arc de cercle est celui de la plate-forme où se trouvait la plaque tournante permettant aux locomotives de faire demi-tour).
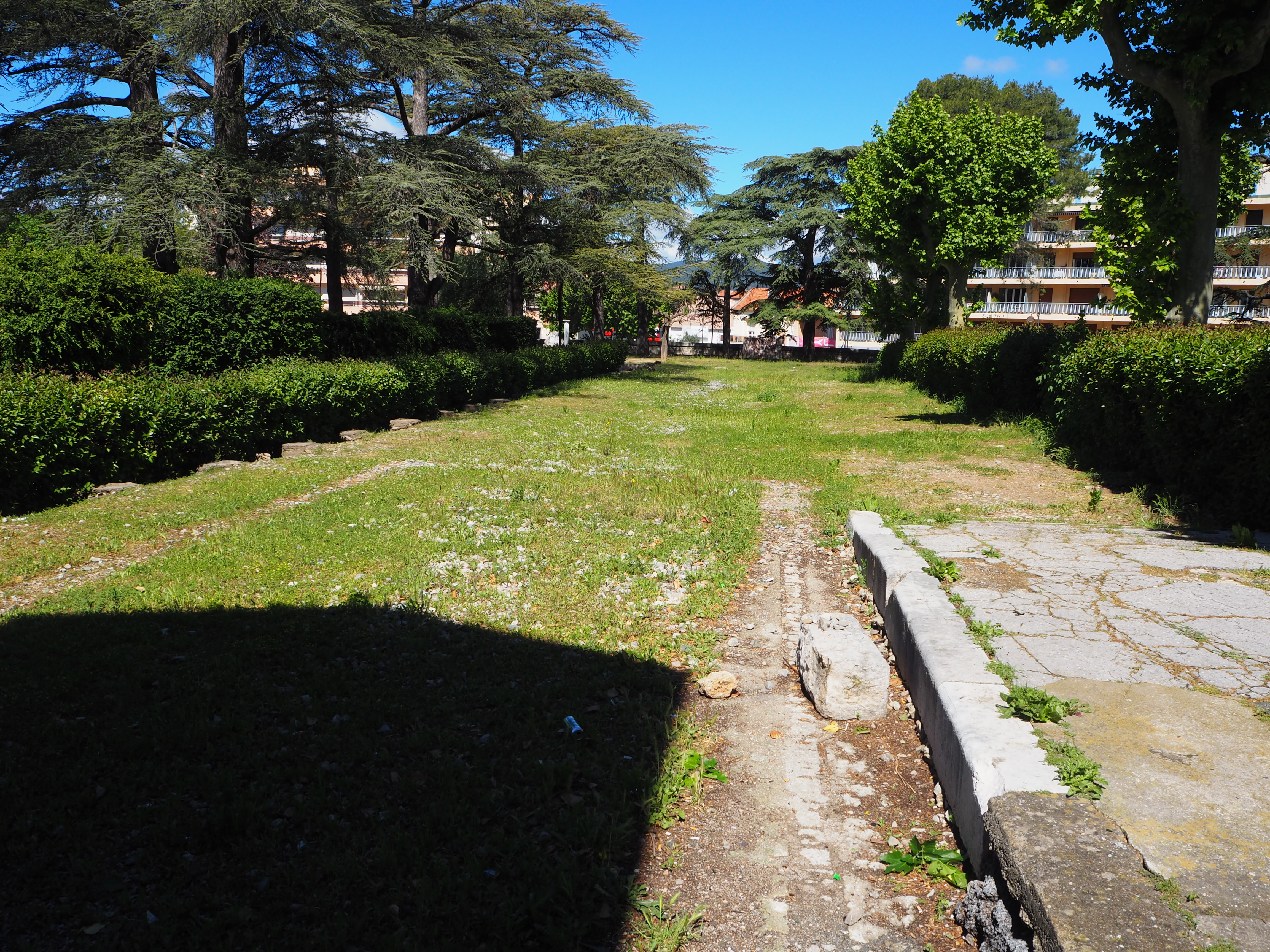
Axe des anciennes voies de la ligne de chemin de fer des Arcs à Draguignan, en direction de l'extrémité de la ligne (vers l'ouest). On voit l'ancien quai à droite, la plaque tournante en bout de ligne se trouvait à l'arrière-plan sous les arbres actuels.
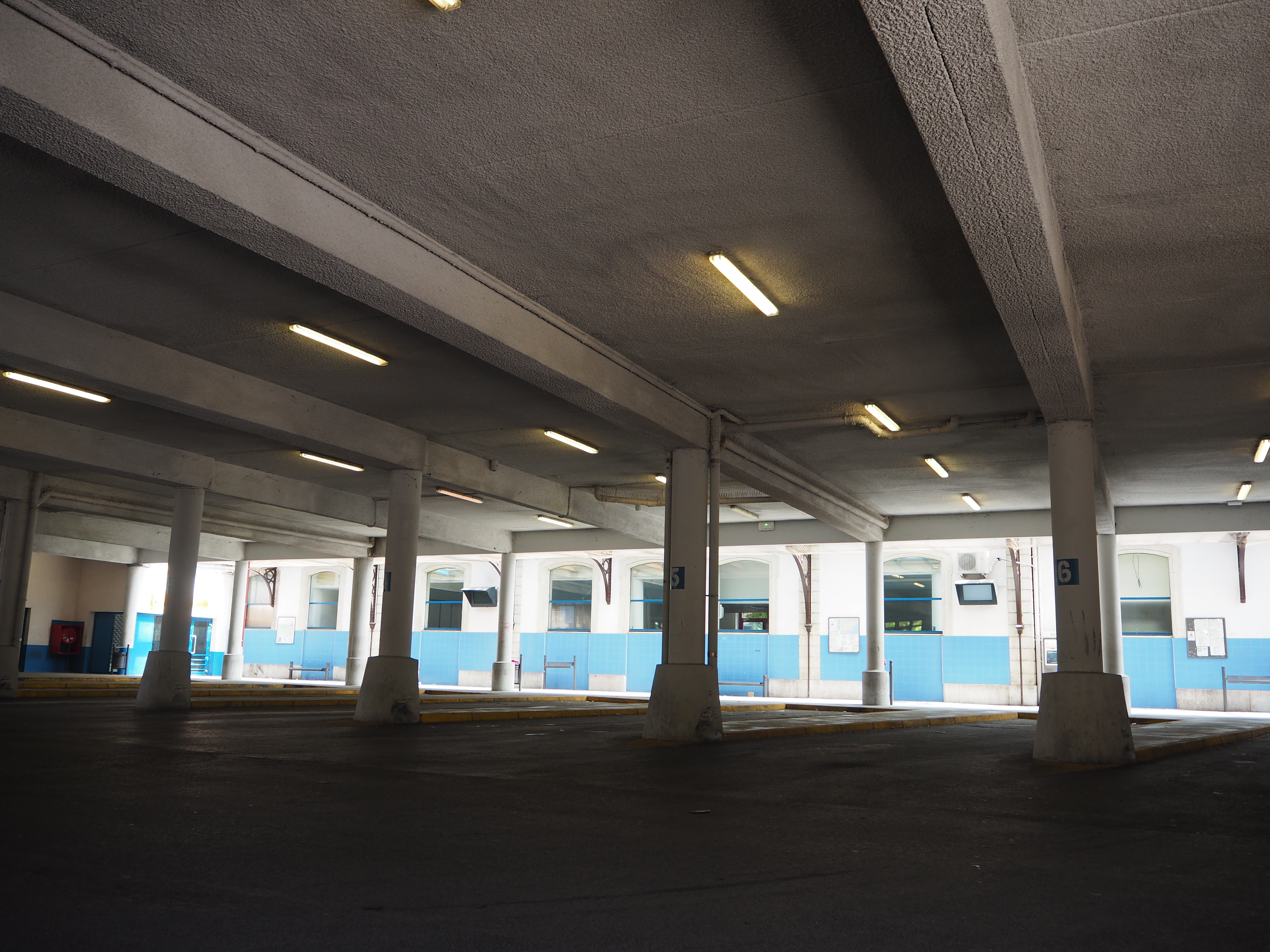
Ancienne gare ferroviaire de Draguignan (PLM SNCF) côté voies, aujourd'hui aménagée en gare routière. On voit au fond la façade côté voies de l'ancienne gare avec sa marquise en verre sur supports métalliques.
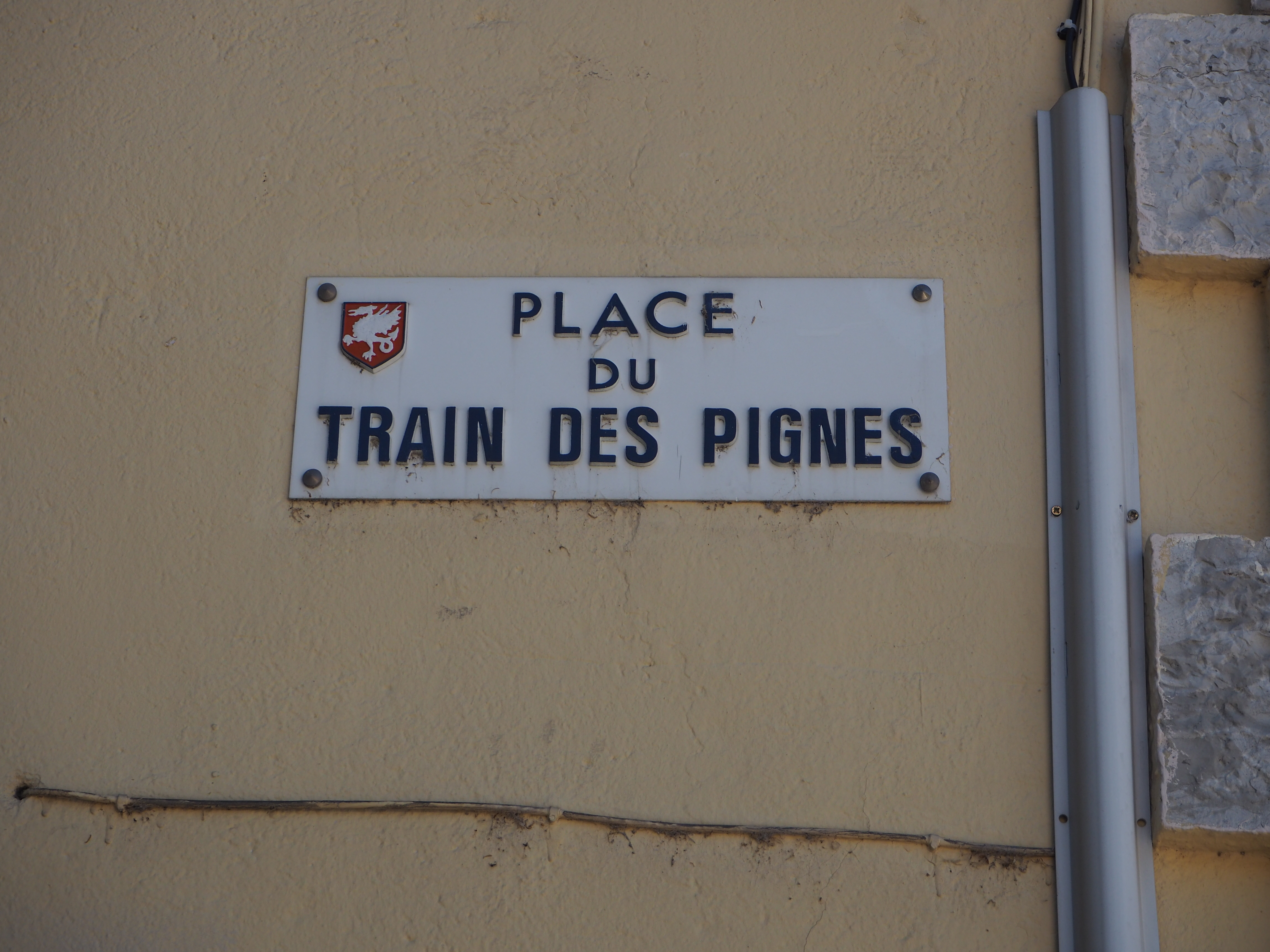
Panneau de rue à Draguignan entretenant le souvenir de l'ancienne ligne du Central Var, surnommée Train des Pignes.